# ISO 3166-2:NU

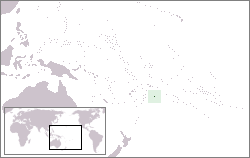

ISO 3166-2:NUはISOの3166-2規格のうち、NUで始まるものである。ニウエの行政区分コードを意味する。ニウエは、ニュージーランドと自由連合の関係にあり、ISO 3166-1(ISO 3166-1 alpha-2)で、NUを国コードとして割り振られている。ISO 3166-2:NUに対応する行政区分コードの割り当てはない。